# Keureumbok (Peukan Baro)
Keureumbok is een bestuurslaag in het regentschap Pidie van de provincie Atjeh, Indonesië. Keureumbok telt 279 inwoners (volkstelling 2010).